# Duan Xuefu
Duan Xuefu, chiń. 段学复 (ur. 29 lipca 1914 w Huanxian w prowincji Shanxi, zm. 6 lutego 2005) – chiński matematyk.

## Życiorys
Studiował na Wydziale Matematycznym Uniwersytetu Tsinghua (ukończył w 1936), doktorat obronił w Uniwersytecie w Princeton (1943). Pracował jako profesor na Uniwersytecie Tsinghua oraz na Uniwersytecie Pekińskim. W 1955 został członkiem Chińskiej Akademii Nauk.
W pracy naukowej zajmował się algebrą: teorią grup oraz algebrą Liego. Z powodzeniem rozwiązał (wraz ze współpracownikami) dwa problemy Brauera.